# La Cierva
La Cierva ist eine zentralspanische Gemeinde (municipio) mit 39 Einwohnern (Stand: 2024) im Norden der Provinz Cuenca in der Autonomen Region Kastilien-La Mancha. 

## Lage und Klima
La Cierva liegt auf der Westseite des Iberischen Gebirges in einer Höhe von ca. 1150 m. Die Provinzhauptstadt Cuenca befindet sich gut 30 Kilometer (Fahrtstrecke) westlich. Das Klima im Winter ist gemäßigt, im Sommer dagegen warm bis heiß. Regen (574 mm/Jahr) fällt das ganze Jahr über.

## Bevölkerungsentwicklung
| Jahr      | 1970 | 1981 | 1991 | 2001 | 2011 | 2021 |
| Einwohner | 206  | 82   | 60   | 55   | 54   | 34   |

## Sehenswürdigkeiten
- Fossilienfundstelle Las Hoyas

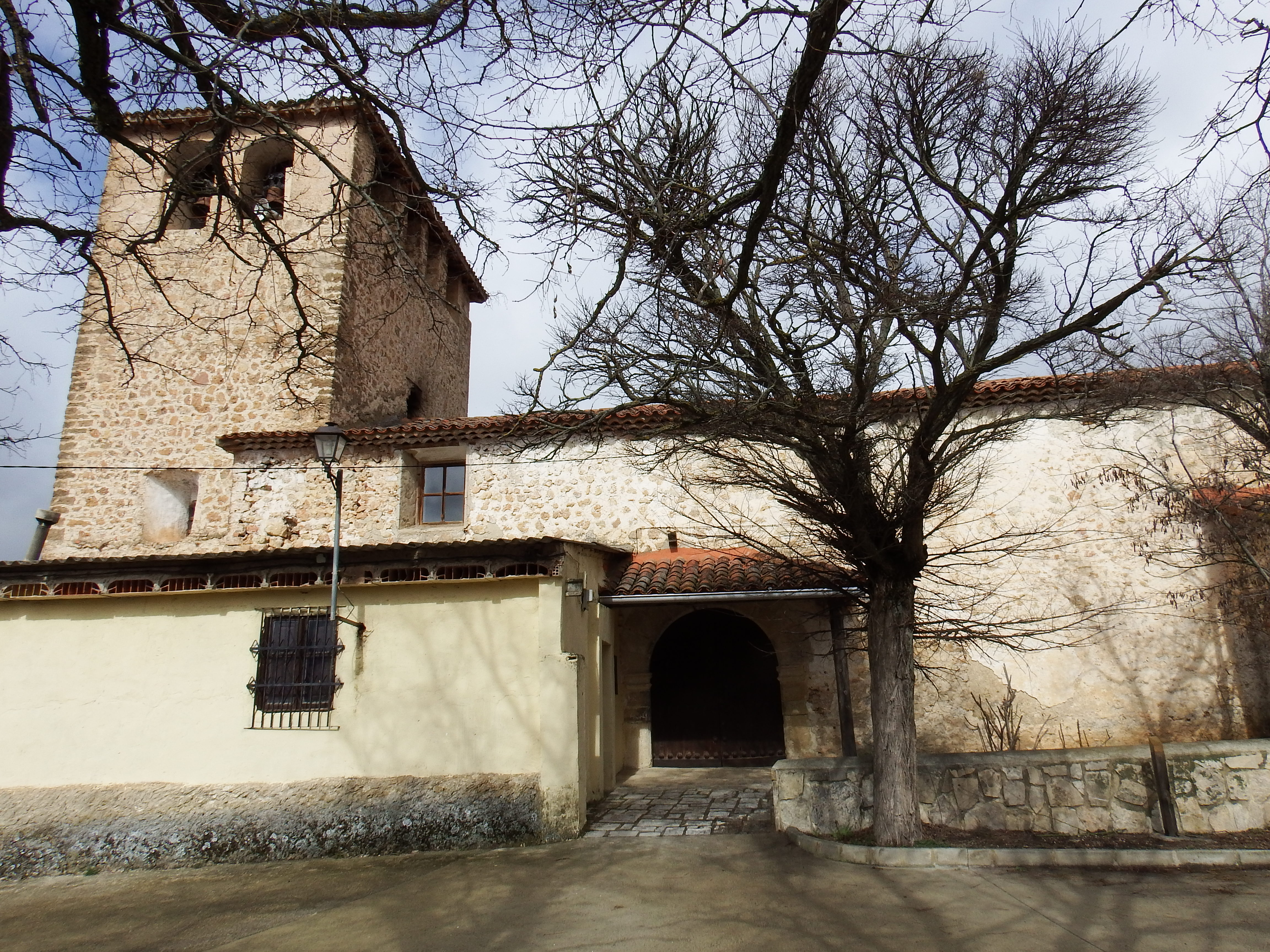
Kirche Mariä Himmelfahrt
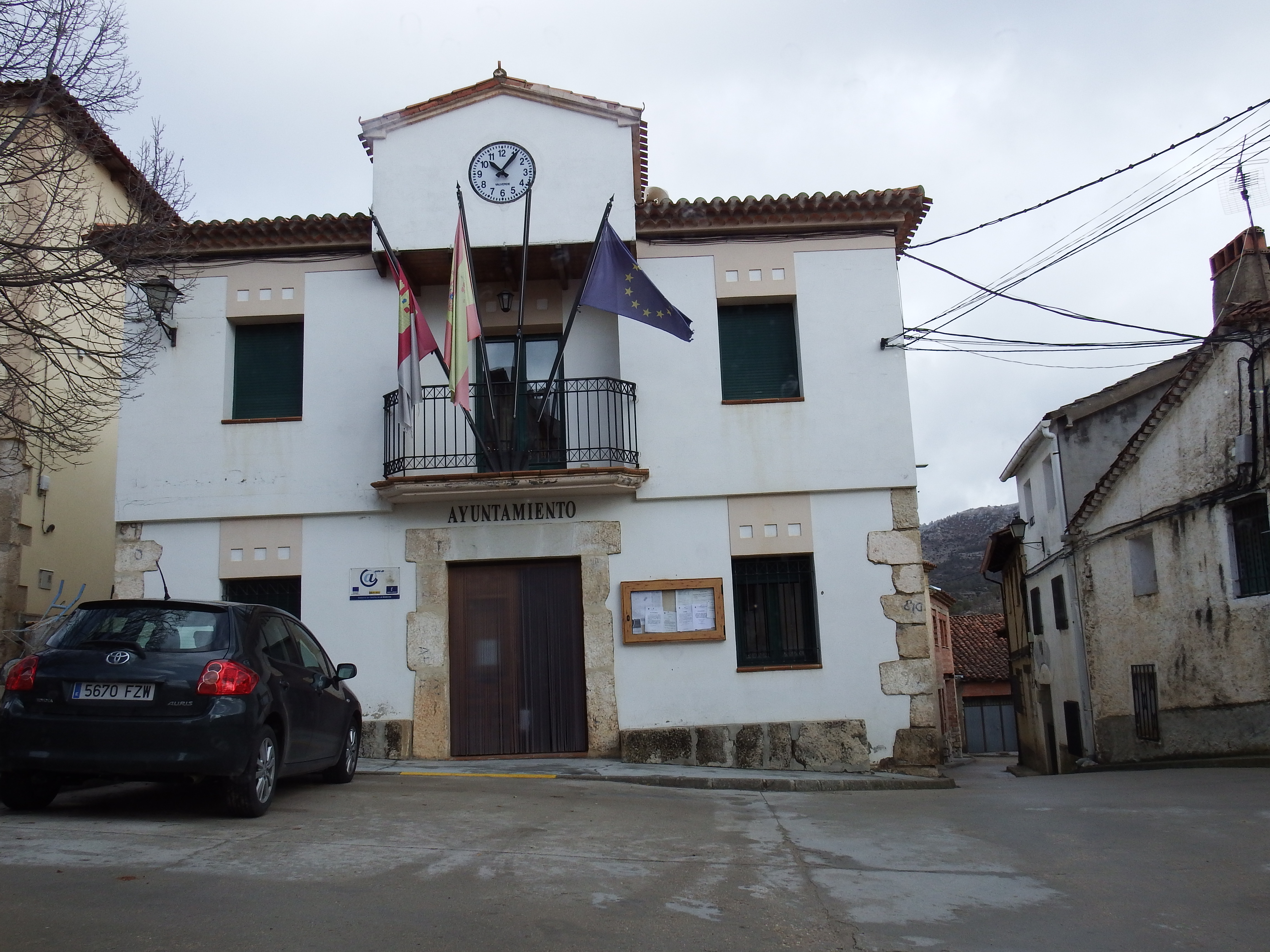
Benediktskapelle

- Kirche Mariä Himmelfahrt
- Rathaus